# 名刺

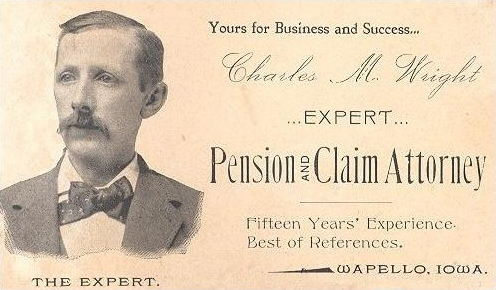
弁護士の肖像入り名刺（1895年、アメリカ）

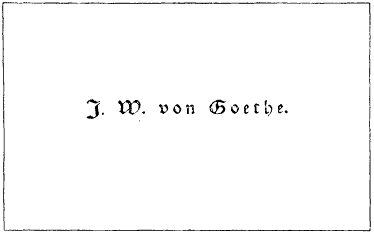
ゲーテの名刺

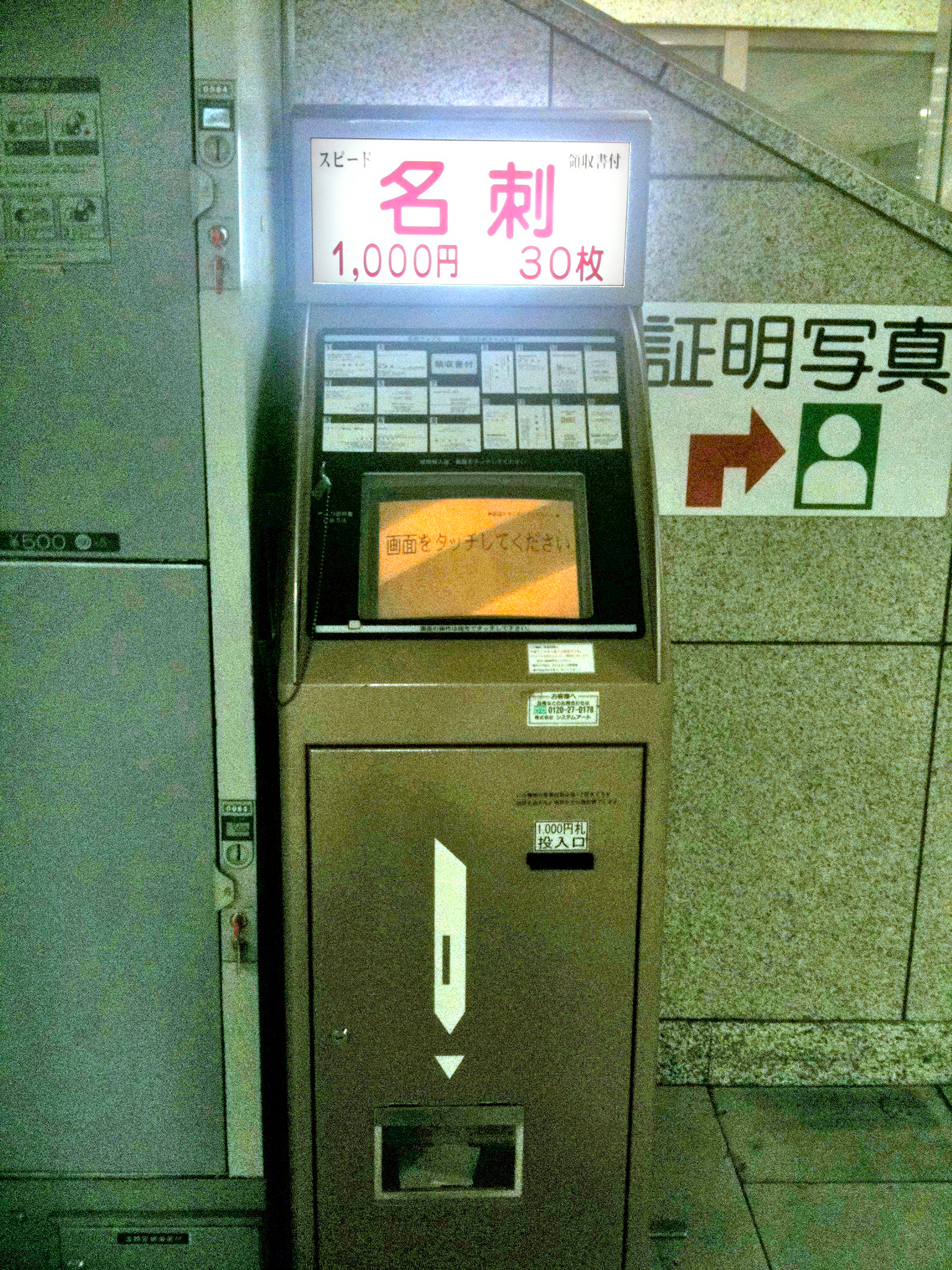
名刺の自販機（2010年、小田急・新宿駅）

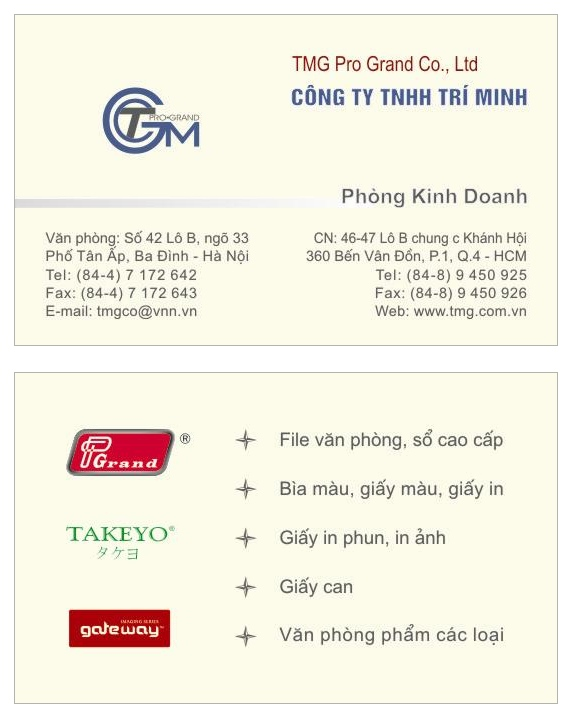
名刺の表裏（2008年、ベトナム）

名刺（めいし、中: 名片、米: Calling Card、英: Visiting Card、Business Cardの表記も）は、本人が自らの名前と所属・連絡先等を示すために他人に渡すことを目的とした紙片（カード）。

## 概要
名刺は、初対面の人に自己紹介の一環として交換されたり、職業上の儀礼のために手渡されたりする。一般的に氏名を最も強調し、所属（肩書き）、連絡先（電話番号・所在地など）を記載する。中には顔写真や自分自身あるいは自社の紹介、QRコード、ウェブサイトのURL・メールアドレス、ロゴタイプや宣伝したい商品・施設名などを記載しているものもある。保存性・耐久性の点から厚い紙が用いられ、携帯の利便性から人の手よりも小さいサイズの紙製のものがよく使用される。入社したときに会社から支給されるが、名刺は社外との取引で使用するものなので、職種によっては（現場作業員、内勤事務員など）支給されない場合がある。会社の経費で作成するので「会社の所有物」と見なされ、退職時には未使用分を返却するよう求められる場合がある。企業によっては名札を着用せず、透明な名刺入れを首からぶら下げて着用し、名札と名刺を実質的に兼用することも多々見受けられる。
自分および受け取った他人の名刺を持ち運ぶ名刺入れ、もらった名刺を保管・整理する名刺ホルダーや名刺ファイル、名刺管理ソフトウェアといった関連商品もある。
日本や韓国、台湾、中国などの東アジア圏では、業務上の初対面時に名刺交換を行うことが慣習化している。東南アジア諸国でも一般的である。日本では、名刺交換とその適切な方法がビジネスマナーと考えられており、名刺のストックを切らしたり携帯を忘れたりした時は短時間で印刷を請け負う店舗もある。
名刺のサイズはいわゆる黄金比である。1854年にフランスのディスデリという写真家が考案した名刺判写真のサイズ（82mm×57mm）がのちの名刺のサイズに影響を及ぼした（平凡社の『日本人の大疑問(9)』（1995年刊　ISBN 4-582-62529-0）の記述するところでは、1854年にフランスのディストリという写真家が写真入り名刺の特許を取ったとある）。日本の標準サイズは91ミリメートル×55ミリメートル。欧米の標準サイズは3.5インチ×2インチ（89ミリメートル×51ミリメートル）。他に3号サイズ（49ミリメートル×85ミリメートル）や小型4号サイズ（70ミリメートル×39ミリメートル）もある。近年ではあえて非定型だったり標準サイズとは違う名刺を使用する会社もある。
小型のものは主に女性用として、特に水商売の女性には四隅を丸く処理したものが好んで用いられる。また、舞妓用として花名刺がある。

## 東洋での歴史

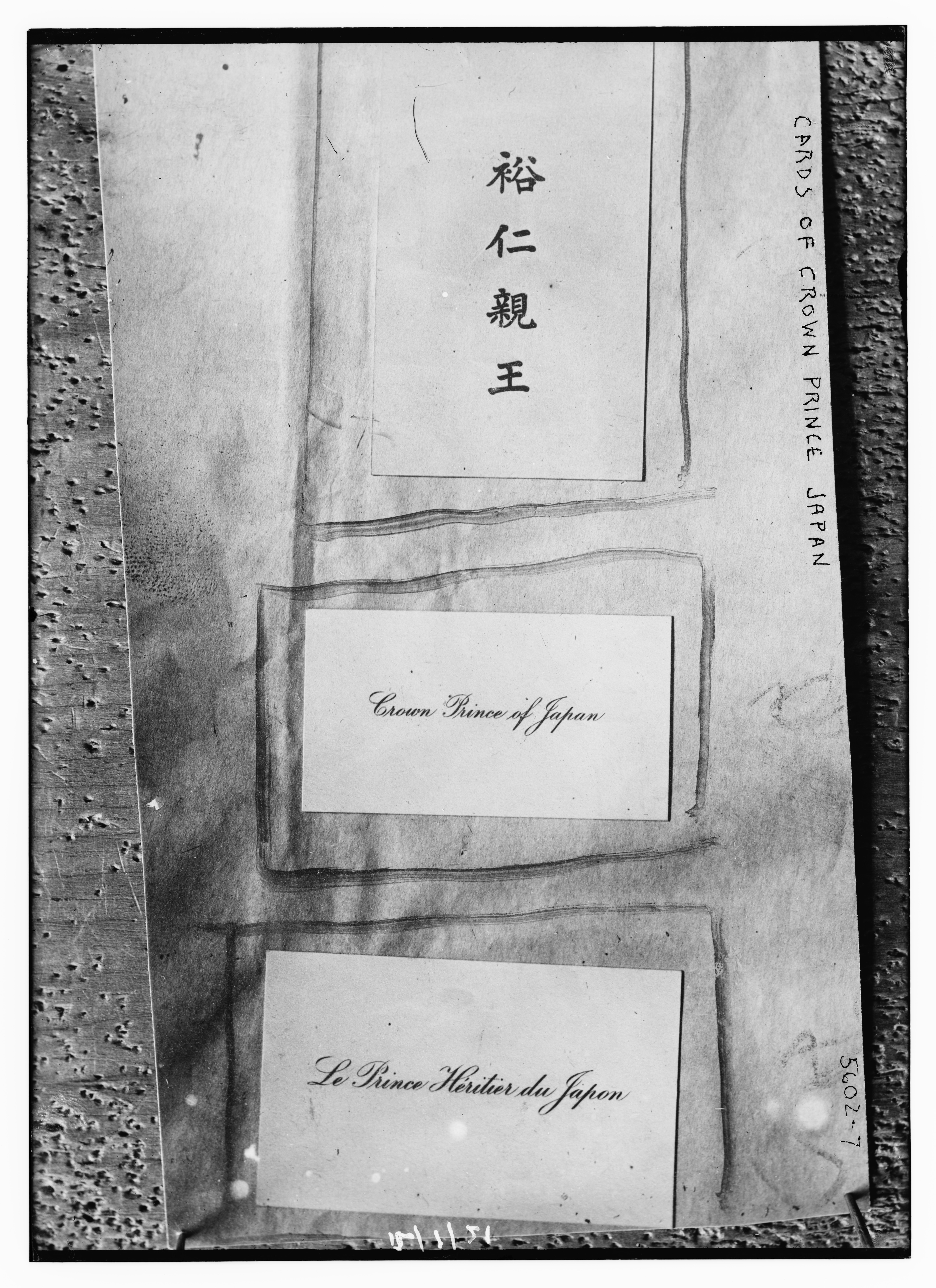
裕仁親王の名刺（1921年）

### 中国
東洋文庫の関尾史郎研究員によると、名刺の原点は紀元前3世紀頃の中国で、「謁」「刺」と呼ばれた細長い竹木の板（縦25センチメートル、横幅数センチメートル程度）に氏名や来訪要件を書き、目上の人などへの取り次ぎを依頼するため使用人に渡していた。『史記』に記述が残るほか、紀元前1世紀のものとみられる「謁」が江蘇省で出土例がある。2世紀頃からは紙製へ移行した。
『釈名』は後漢末に書かれた漢字の意味を解説する本で、その中に、訪問先に名刺を差し出す習慣にまつわる語が見える。それによれば、姓名を書いて訪問先の家で差し出すものを「謁」という。書いたものを刺ともいい、姓名を書いて奏上することを「画刺」といった。「長刺」とは一行に長く書いたもの、「爵里刺」とは官職と出身地と姓名を書いたもの、である。この「謁」と「刺」が名刺にあたり、「再拝問起居」あるいは「再拝起居」といった、在宅かどうか尋ねる簡単な挨拶を添えたようである。
三国時代の呉の武将・朱然の墓が1984年に発見され、発掘された結果、副葬品に彼の「名刺」が発見された。これが現存する最古の名刺とされる。

### 日本
日本でも江戸時代に名刺が使われ始め、当初は江戸幕府の役人などが、自分の名前を書いた和紙を相手への取次役に渡したり、不在時に置いて帰ったりしていた。江戸時代の1778年6月、蝦夷地（現在の北海道）の根室に来航したロシア帝国の通商交渉人に対して、松前藩士が渡した名刺がロシア国立古文書館に現存している。幕末に外国人との交流が増えると、木版印刷の名刺が登場し、明治以降は名刺印刷・製造業者も増えて文化として普及・定着した。
日本で初めての印刷された名刺は、1858年の日米修好通商条約のとき日本の役人がアメリカの外交官に渡したもので、デザインの多くは家紋の下に名前を書いたものだった。
日本国内で使用される名刺は1日約3,000万枚、年間消費量は約100億枚ともいわれており、世界で最も名刺を使う国となっている。
2020年代においては、データで交換・管理する「デジタル名刺」もある。

## 西洋での歴史
ヨーロッパでの名刺の起源は16世紀のドイツで、訪問先が不在だった時、訪問したことを知らせるために置いたことが始まりとされる（後述書 p.29）。その後、ヨーロッパに名刺文化が普及していき、17世紀後半にはルイ14世、15世の治世のフランスで社交用として使うようになったことが社交用名刺の始まりである（後述書 p.29）。次第に名刺に凝る者も現れ、風景画や自邸の銅版面を入れたものも作られるようになり、19世紀になるとフランスの一写真家によって、写真入り名刺も作られた（後述書）。当時のヨーロッパ社交界で用いられた名刺は華やかなもので、形式や使い方にもマナーがあったという。
また、アメリカ合衆国でも19世紀後半の南北戦争後の好況期に社交界ではステイタスとして使われていた。

## 祭礼における名刺
祭礼で名刺が使われることがある。
北海道江差町で行われる姥神大神宮渡御祭では、御輿渡御及び山車行列の際、神社関係者や各山車の関係者が沿道と近隣の家・企業などから御祝儀を頂いた時や切り声と呼ばれる民謡を謡った後などに名刺を渡す習慣がある。名刺とは呼ばれているが、1枚の大きさが姥神大神宮の物で136ミリメートル×297ミリメートル、各山車の物で100〜115ミリメートル×263〜273ミリメートルあり、姥神大神宮や各山車に関する紹介・説明・歴史が書かれた物で、通常の名刺とは異なる。

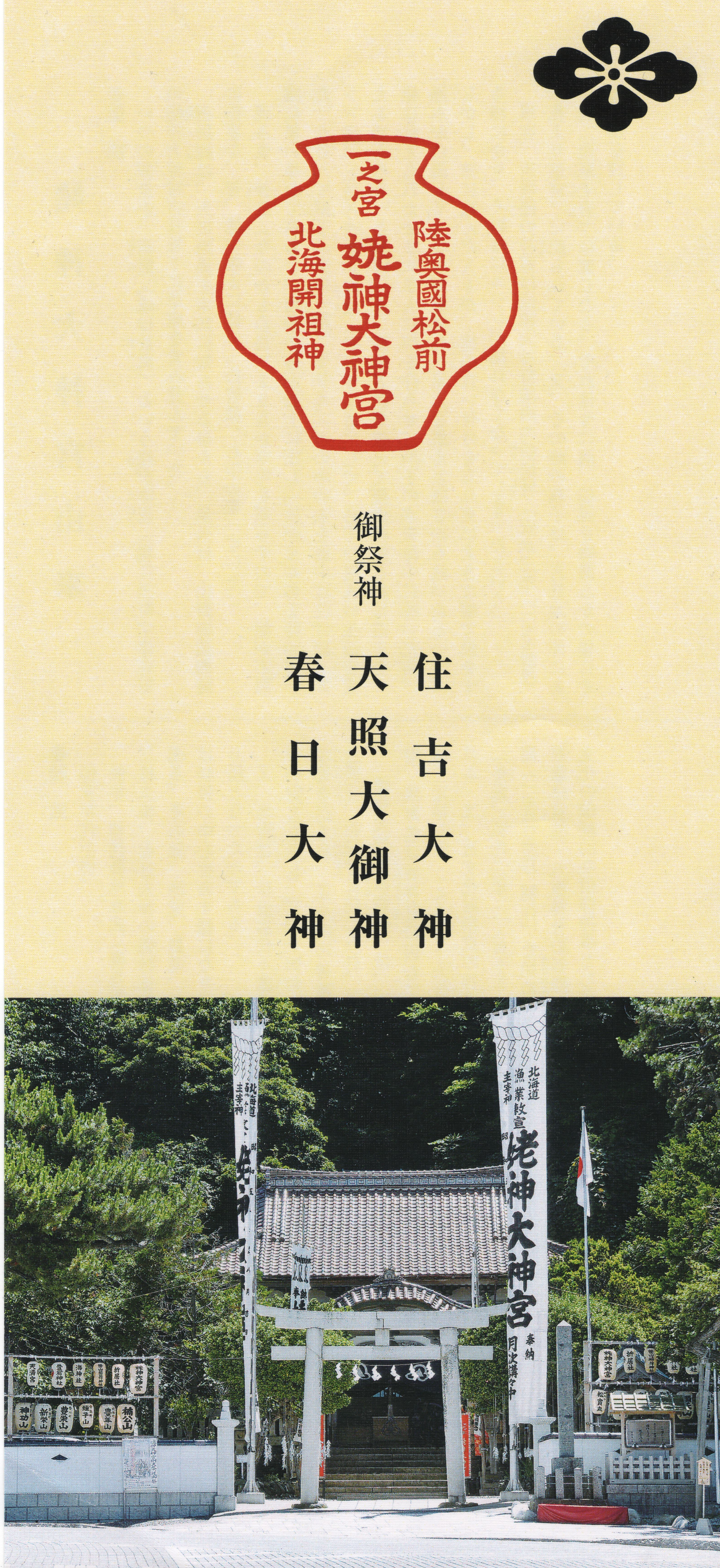
姥神大神宮渡御祭にて配布される姥神大神宮名刺（表面）
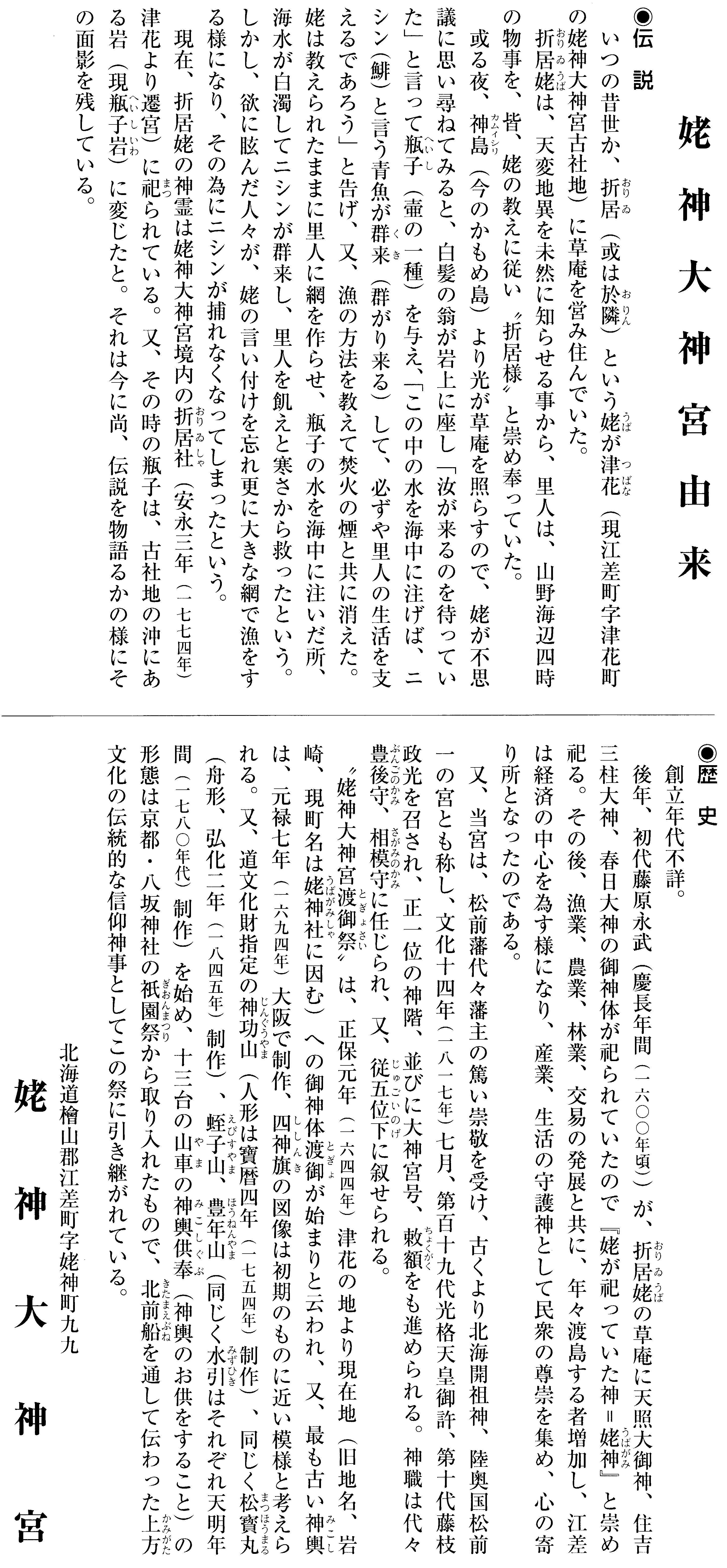
姥神大神宮渡御祭にて配布される姥神大神宮名刺（裏面）
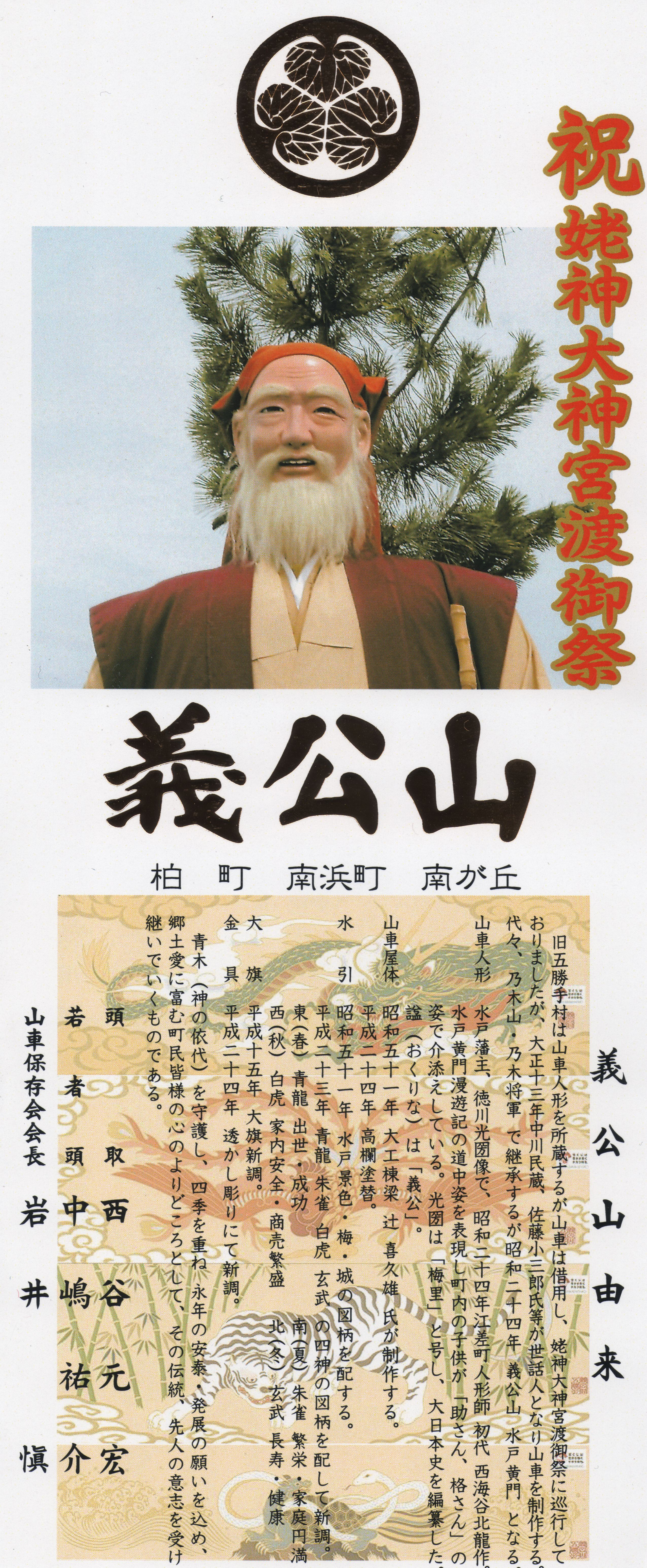
姥神大神宮渡御祭にて配布される義公山名刺
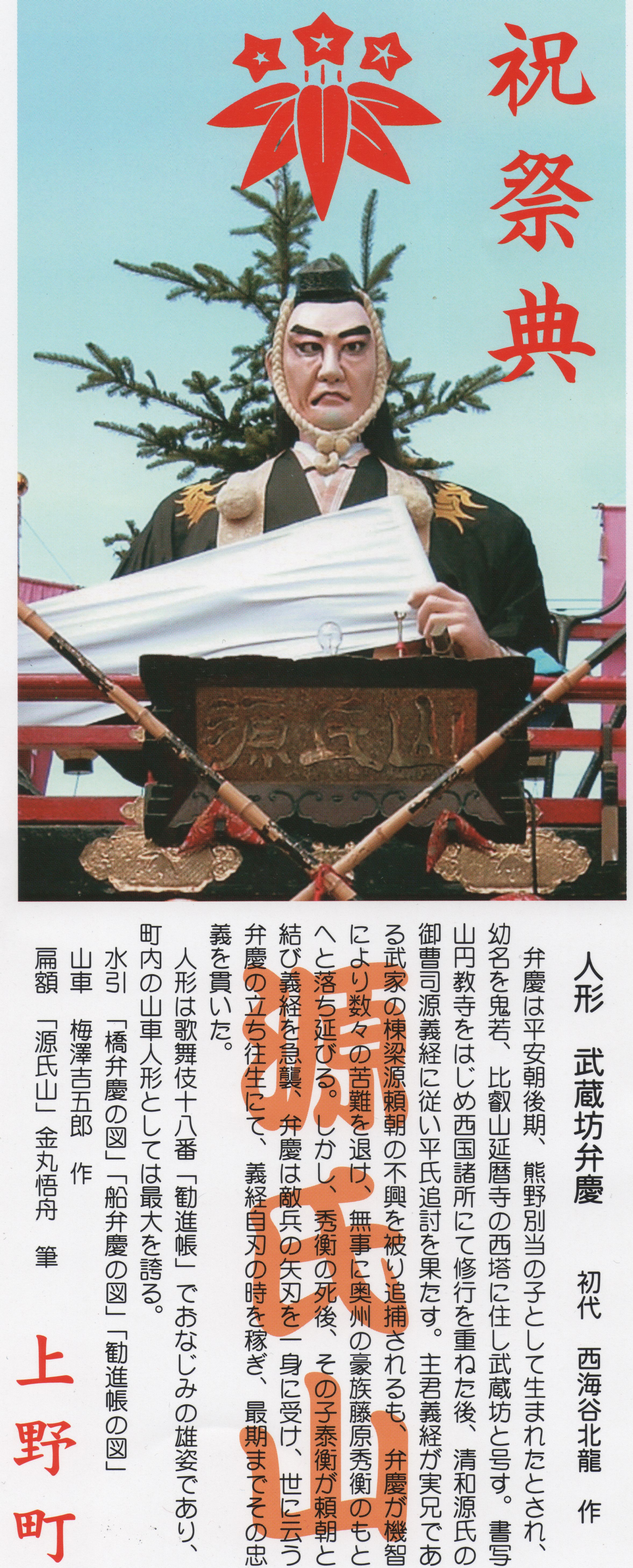
姥神大神宮渡御祭にて配布される源氏山名刺
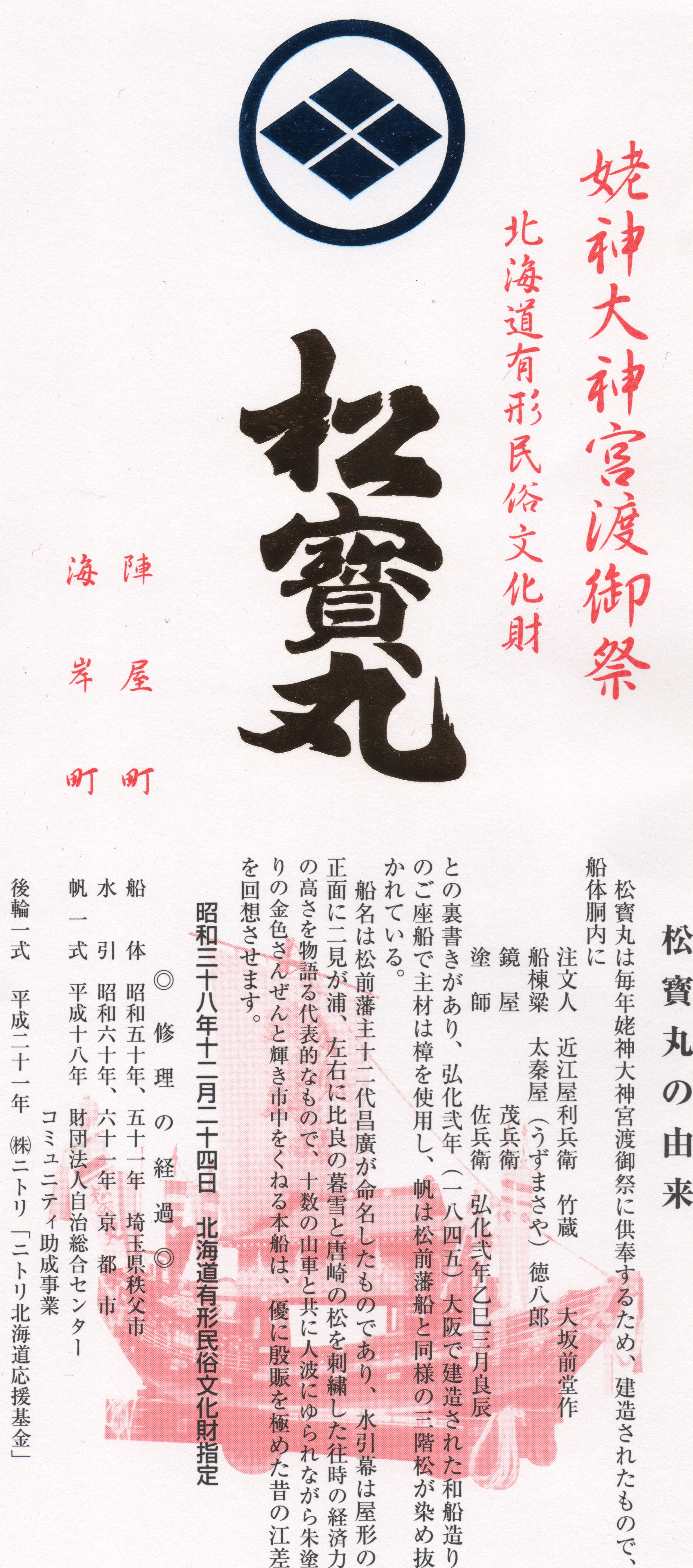
姥神大神宮渡御祭にて配布される松寳丸名刺
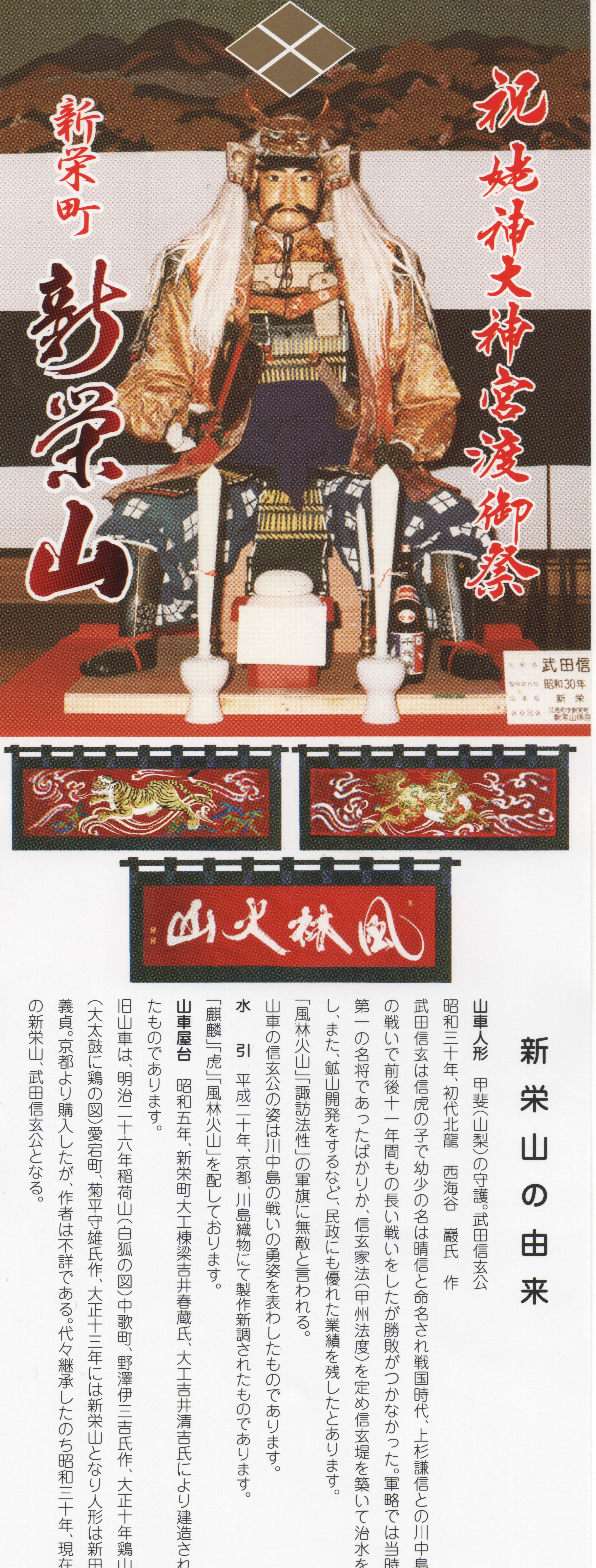
姥神大神宮渡御祭にて配布される新栄山名刺
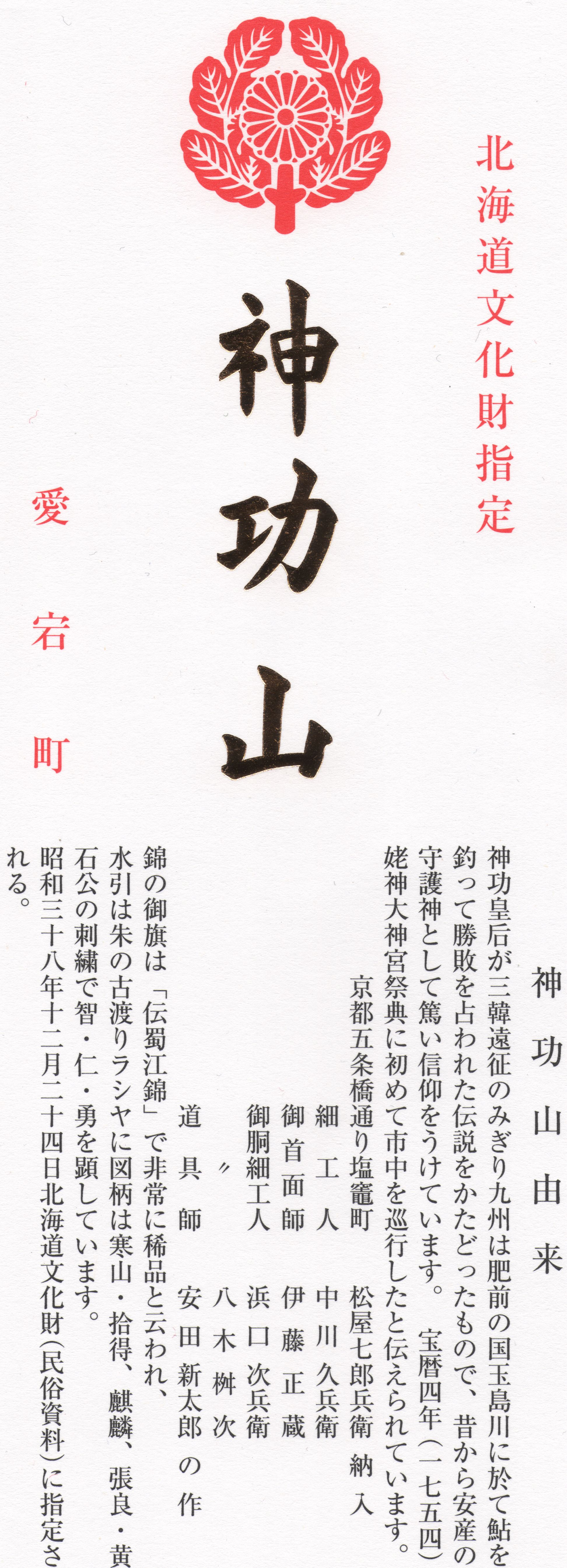
姥神大神宮渡御祭にて配布される神功山名刺
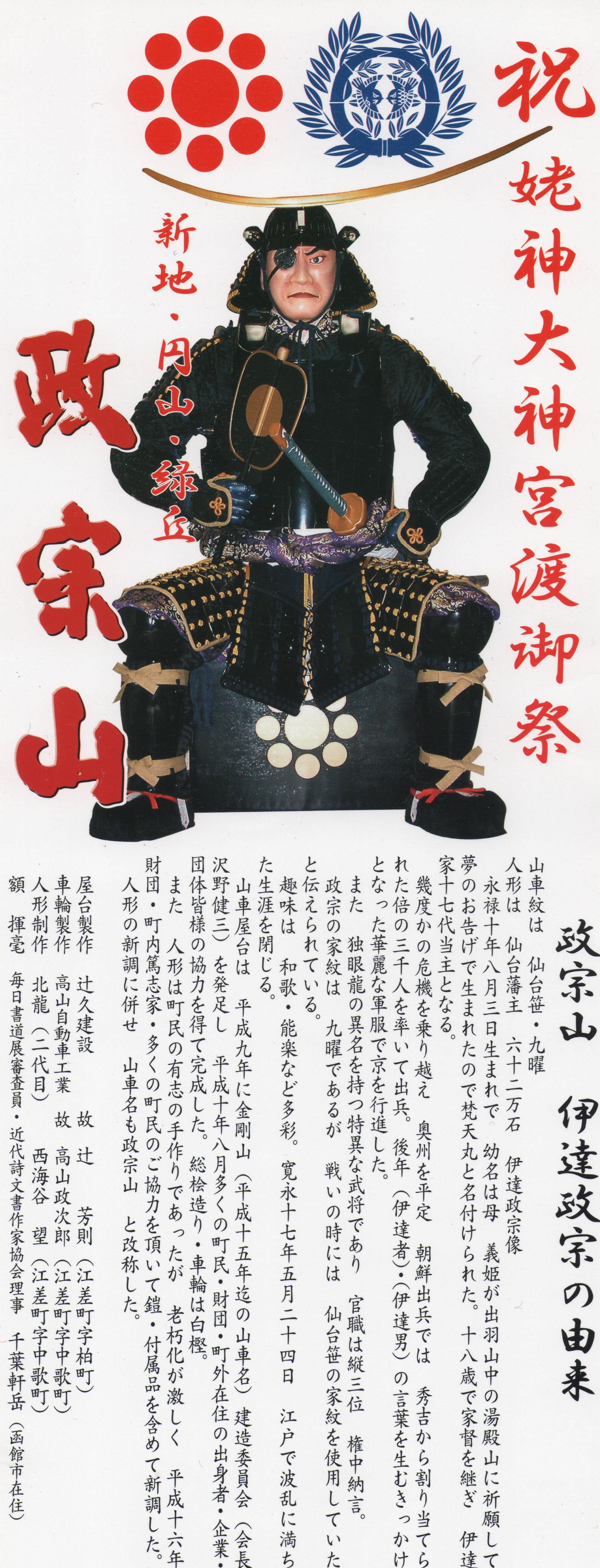
姥神大神宮渡御祭にて配布される政宗山名刺
姥神大神宮渡御祭にて配布される清正山名刺
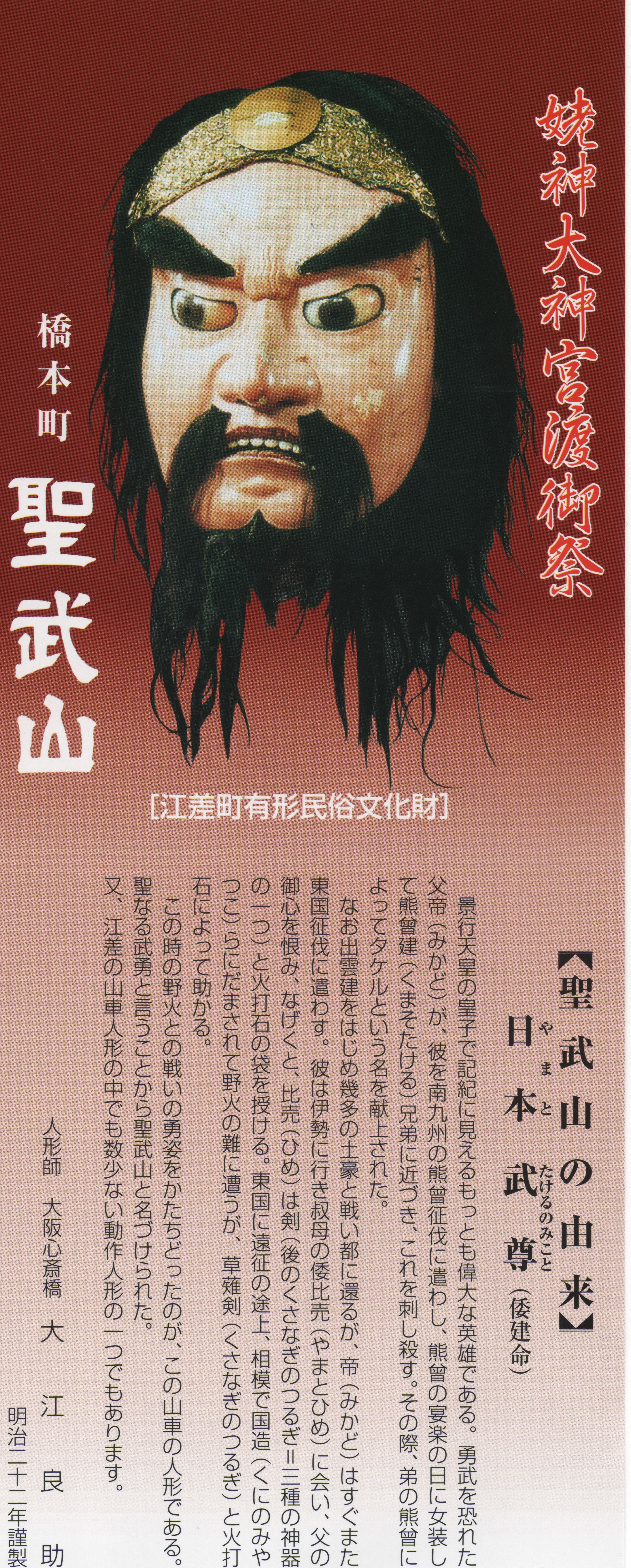
姥神大神宮渡御祭にて配布される聖武山名刺
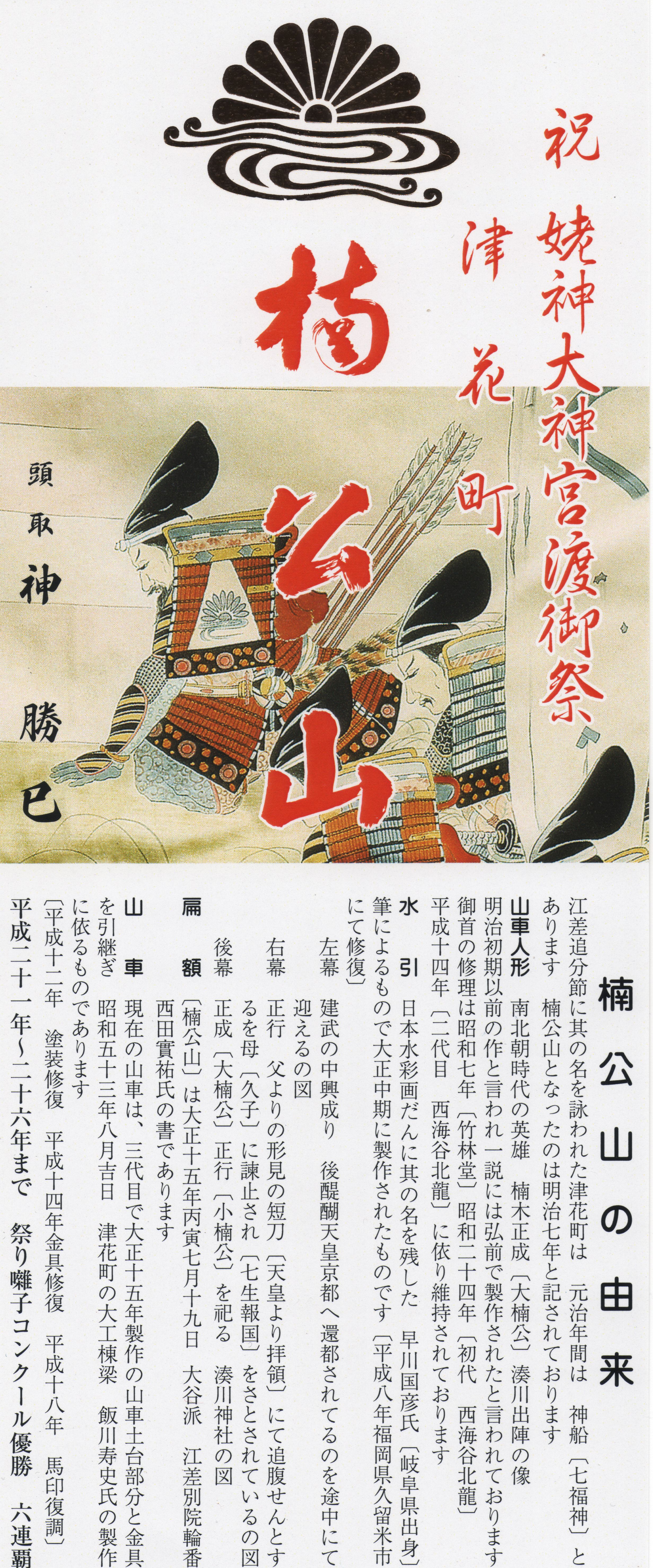
姥神大神宮渡御祭にて配布される楠公山名刺
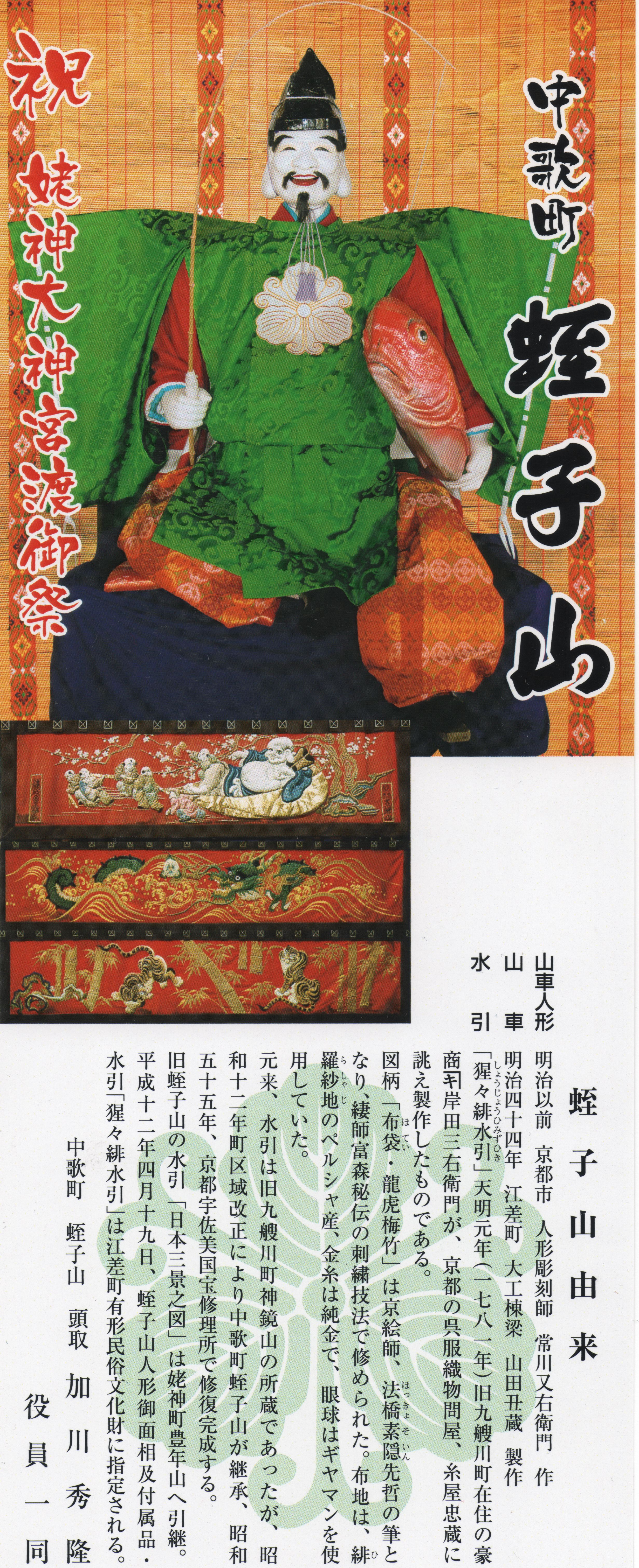
姥神大神宮渡御祭にて配布される蛭子山名刺
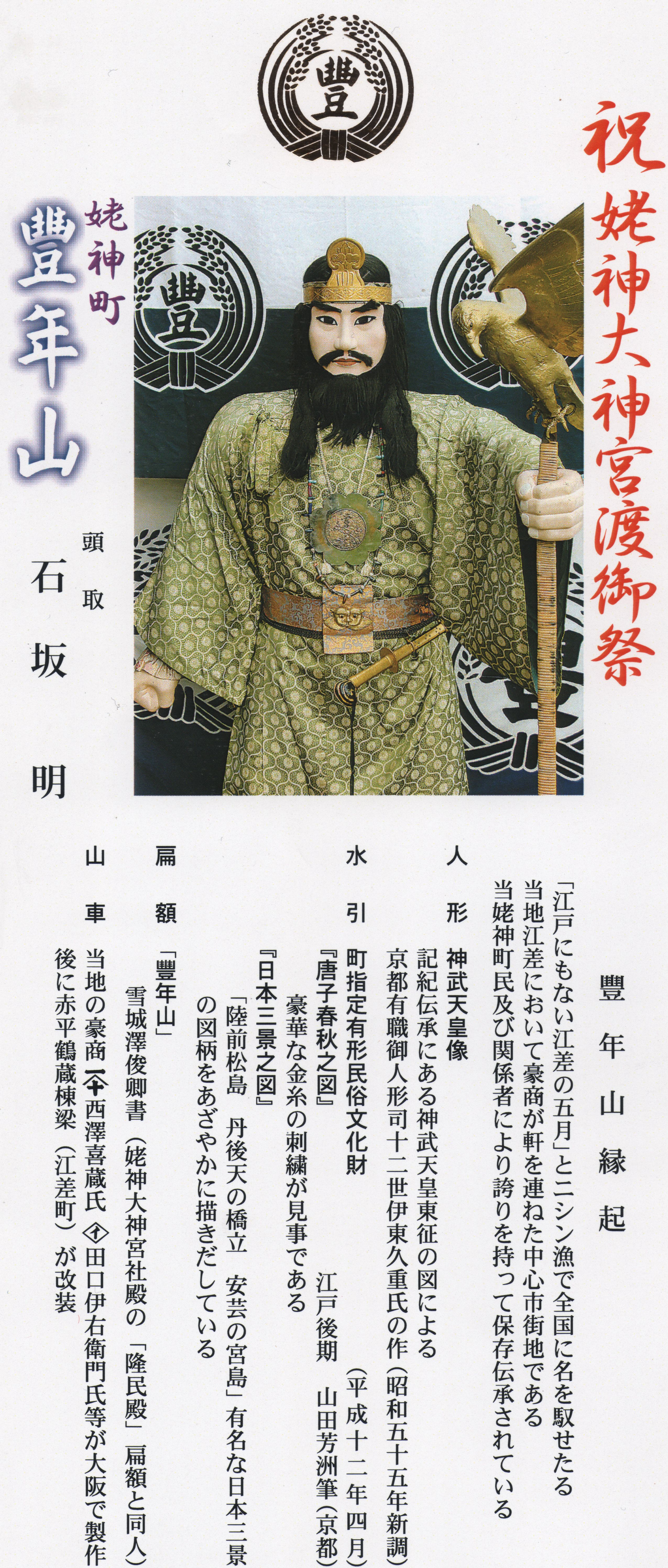
姥神大神宮渡御祭にて配布される豊年山名刺
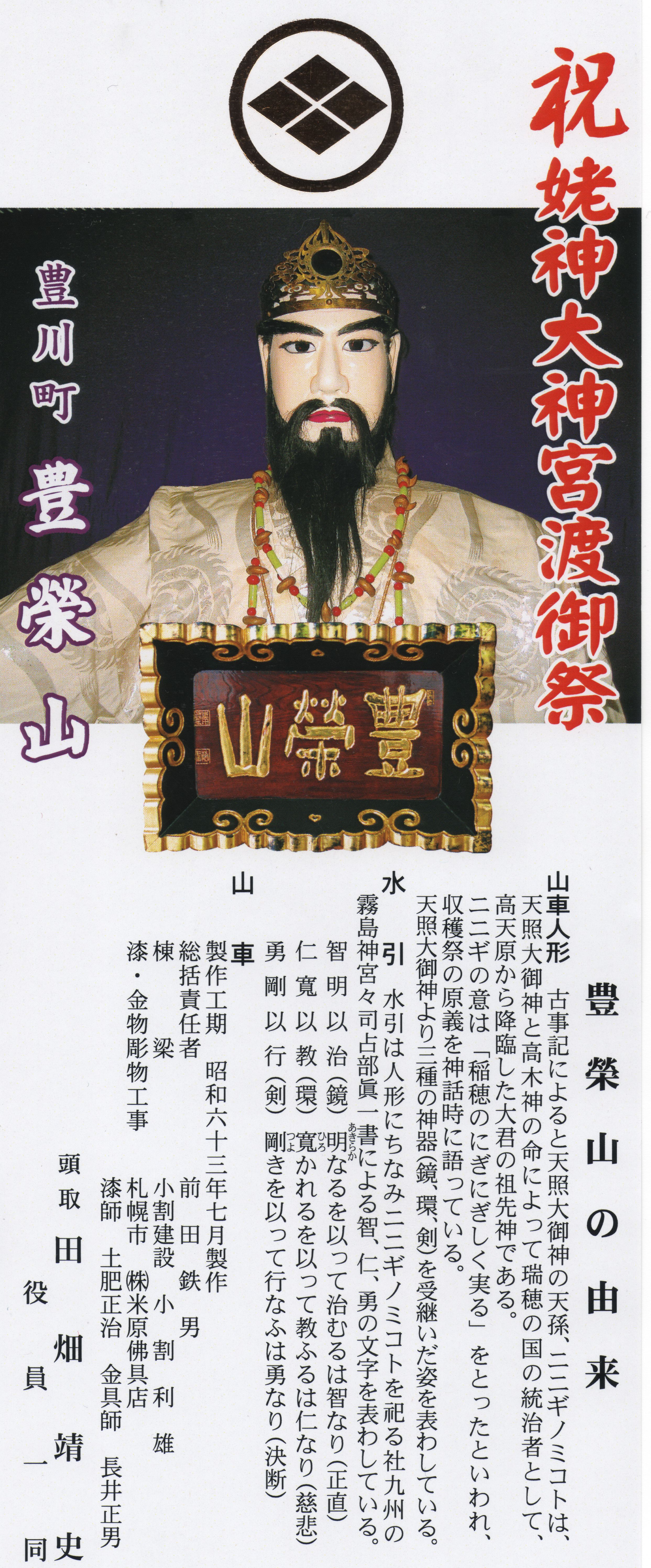
姥神大神宮渡御祭にて配布される豊榮山名刺
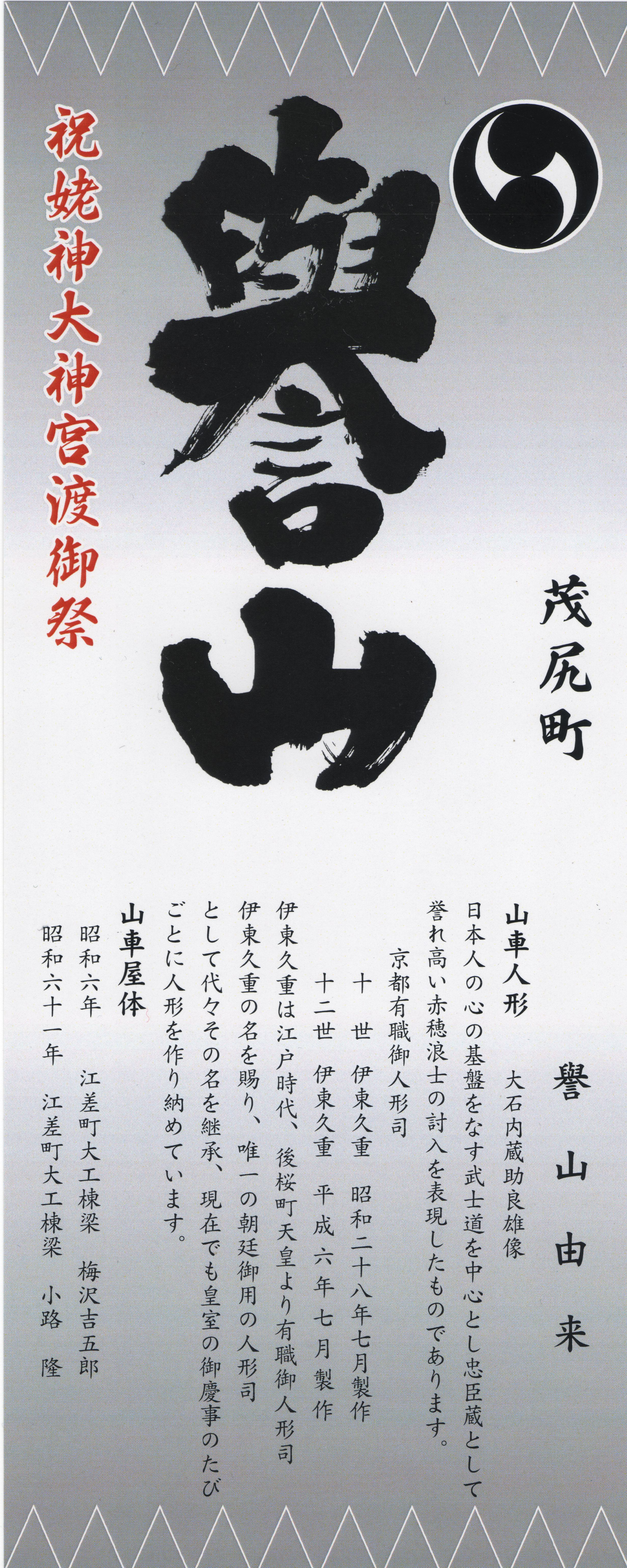
姥神大神宮渡御祭にて配布される譽山名刺